# یواس‌اس پی‌سی-۸۲۳
یواس‌اس پی‌سی-۸۲۳ (به انگلیسی: USS PC-823) یک زیردریایی است که طول آن ۱۷۳ فوت ۸ اینچ (۵۲٫۹۳ متر) می‌باشد. این زیردریایی در سال ۱۹۴۴ ساخته شد.